# Hydraena pulchella
Hydraena pulchella is een keversoort uit de familie van de Waterkruipers (Hydraenidae). De soort werd wetenschappelijk beschreven in 1824 door de Duitse entomoloog Ernst Friedrich Germar.
Hydraena melas komt voor in Noord- en Midden-Europa, van zuidelijk Scandinavië en noordelijk Rusland tot boven-Italië, Hongarije, Polen en Bulgarije. De soort werd in Nederland waargenomen in Zuid-Limburg en in de buurt van Winterswijk aan het einde van de negentiende en het begin van de twintigste eeuw, voor het laatst in 1921. De soort wordt beschouwd als zijnde uitgestorven in Nederland.